# Pseudofabriciola filaris
Pseudofabriciola filaris är en ringmaskart som beskrevs av Fitzhugh 2002. Pseudofabriciola filaris ingår i släktet Pseudofabriciola och familjen Sabellidae. Inga underarter finns listade i Catalogue of Life.